# Bánh Śląskie

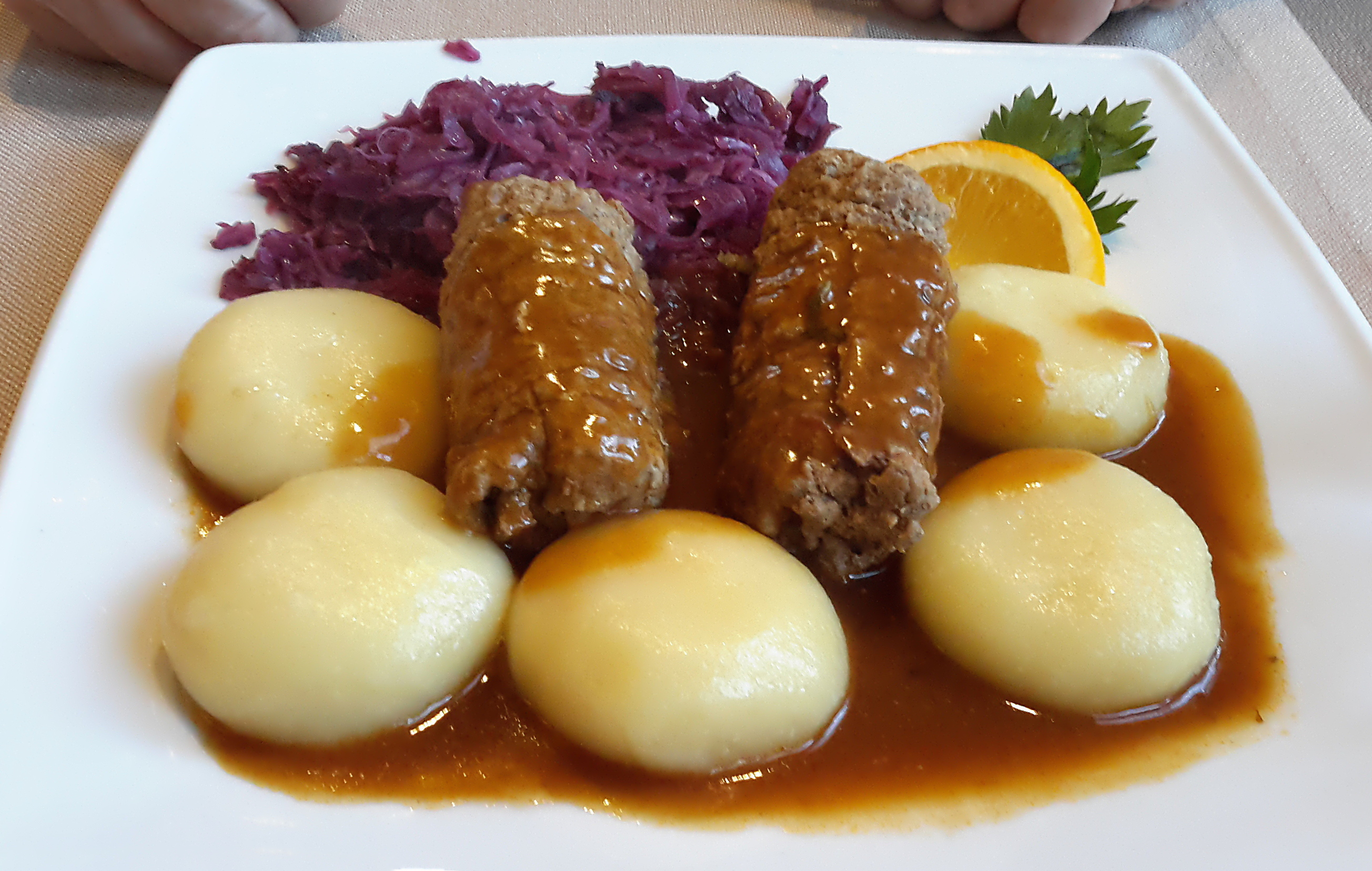
Bánh Slaskie

Bánh Śląskie là một dạng của bánh bao. Đây là món bánh truyền thống đặc trưng của vùng Śląskie, Ba Lan và là món ăn không thể thiếu trong các bữa tiệc gia đình ở vùng Śląskie và nhiều vùng khác của Ba Lan. Sự nhanh chóng và dễ dàng chuẩn bị nên bánh Śląskie càng nhận được sự ưu ái từ những người nội trợ. Cho đến ngày nay, món bánh Śląskie rất phổ biến trên lãnh thổ Ba Lan.

## Thành phần[3]
- Khoai tây (4 phần)
- Bột khoai tây
- Trứng gà
- Muối
- Thịt xong khói
- Bơ, hành tây
- Gia vị

## Các bước tiến hành[4]
- 1 kg khoai tây nên gọt vỏ, nấu chín, để nguội, tốt nhất là cho đến ngày hôm sau.
- Sau đó, bạn xay hoặc nghiền nhão chúng.
- Cho khoai tây nghiền nhuyễn vào bát to, bỏ thêm bột khoai tây, 1 quả trứng và trộn đều.
- Vo và tán chúng ra để dễ dàng bỏ nhân vào và vo chúng lại, có dạng như những quả bóng nhỏ
- Đun nước sôi trong nồi lớn, và bỏ thêm muối.
- Đặt bánh vào nước sôi, nấu khoảng 3 phút rồi vớt chúng ra ngoài.
- Lúc này có thể chiên qua với bơ, hành tây để thăng vị thơm cho bánh.

## Lời khuyên

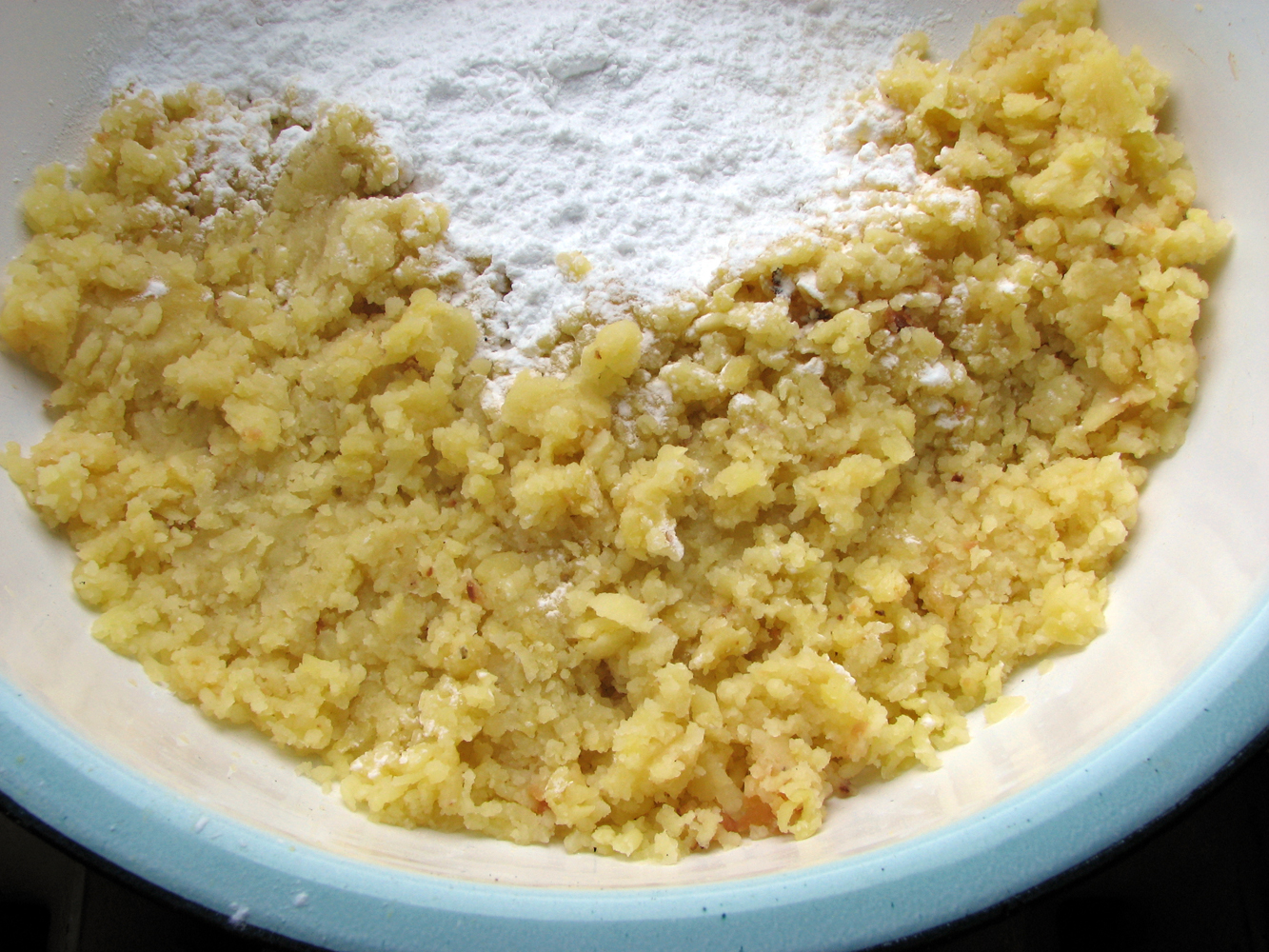
Tỉ lệ bột

Để có tỷ lệ giữa bột khoai tây và khoai tây xay nhuyễn, Chỉ cần lấy ra 1/4 phần khoai tây và thêm cùng một lượng bột khoai tây. Nếu chúng ta làm mì, ví dụ từ một phần khoai tây, thì chúng ta sẽ cho thêm một quả trứng.